# Ludwig Mitteis
Ludwig Mitteis (* 17. März 1859 in Laibach, Kaisertum Österreich; † 26. Dezember 1921 in Leipzig, Deutsches Reich) war ein österreichischer Rechtshistoriker.

## Leben
Nach dem Studium der Rechtswissenschaften an der Universität Wien und der Promotion 1881 war Mitteis an der Universität Leipzig tätig. Von 1880 bis 1886 war er Richter in Wien, nach seiner Habilitation 1884 zugleich Privatdozent an der Universität in Wien. 1887 wurde er als Professor für Bürgerliches Recht an die Universität Prag berufen, 1895 an die Universität Wien, 1899 an der Universität Leipzig für das Fach Antike Rechtsgeschichte. Seit 1901 war er ordentliches Mitglied der Sächsischen Akademie der Wissenschaften zu Leipzig.
Mitteis gilt als einer der bedeutendsten Kenner der antiken Rechtsgeschichte und Pionier der juristischen Papyrologie in Deutschland. Seine gemeinsam mit Ulrich Wilcken verfasste papyrologische Einführung und Auswahlsammlung (Grundzüge und Chrestomathie der Papyruskunde) war im akademischen Unterricht lange Zeit grundlegend.
Schüler von Mitteis waren unter anderem Eberhard Friedrich Bruck, Paul Koschaker, Hans Kreller, Hans Lewald, Demetrios Pappoulias, Josef Partsch, Hans Peters, Fritz Pringsheim, Leo Raape, Ernst Rabel, Andreas Bertalan Schwarz, August Simonius, Rafael Taubenschlag, Egon Weiß und Leopold Wenger.
Sein Sohn Heinrich Mitteis war ebenfalls Rechtshistoriker.

## Bedeutung
Mitteis gilt als wichtiger Impulsgeber für den Prozess der historischen Rechtsvergleichung des römischen Rechts. In seinem vielbeachteten Werk Reichsrecht und Volksrecht in den östlichen Provinzen des römischen Kaiserreichs aus dem Jahr 1891 machte er deutlich, dass das auf den justinianischen Rechtsbüchern des Corpus iuris civilis beruhende starre, traditionelle Verständnis von Rechtsordnungen deutlich „lebendiger“ war als oft angenommen; im Sinne einer volksrechtlichen Lebenswirklichkeit seien seiner Auffassung nach hellenistische und altorientalische Elemente stets erhalten geblieben, was sehr für Ostrom gelte. Mit der papyrologischen Forschung gibt Mitteis Aufschluss über die römischen Anteile des spätantiken Rechtslebens in der Provinz Ägypten.
Da er das tatsächlich praktizierte Recht erforschte, ging er nicht in den klassischen Dokumenten der Pandektisten auf Spurensuche, sondern zielte auf griechische Provinzialliteratur ab sowie auf hellenistische Inschriften. Forschungsgegenstände waren das syrisch-römische Rechtsbuch und die Bestände gräko-ägyptischer Papyri. Letztere machten ihn zum Begründer der juristischen Papyrologie.

## Schriften
- Die Lehre von der Stellvertretung nach römischem Recht mit Berücksichtigung des österreichischen Rechts. Wien 1885, Neudruck Aalen 1962.
- Reichsrecht und Volksrecht in den östlichen Provinzen des römischen Kaiserreichs. Leipzig 1891, Nachdruck Hildesheim 1963.
- Grundzüge und Chrestomathie der Papyruskunde. 1. Band Historischer Teil, 1. Hälfte Grundzüge. (Von Ulrich Wilcken), Leipzig 1912, Nachdruck Hildesheim 1963.
- Grundzüge und Chrestomathie der Papyruskunde. 1. Band Historischer Teil, 2. Hälfte Chrestomathie. (Von Ulrich Wilcken), Leipzig 1912, Nachdruck Hildesheim 1963.
- Grundzüge und Chrestomathie der Papyruskunde. 2. Band Juristischer Teil, 1. Hälfte Grundzüge. (Von Ludwig Mitteis), Leipzig 1912, Nachdruck Hildesheim 1963.
- Grundzüge und Chrestomathie der Papyruskunde. 2. Band Juristischer Teil, 2. Hälfte Chrestomathie. (Von Ludwig Mitteis), Leipzig 1912, Nachdruck Hildesheim 1963.
- Zur Geschichte der Erbpacht im Alterthum. Leipzig 1901.
- Zwei Fragen aus dem bürgerlichen Recht. Leipzig 1905.
- Römisches Privatrecht bis auf die Zeit Diokletians. 1: Grundbegriffe und Lehre von den Juristischen Personen. Leipzig 1908.
- Romanistische Beiträge zur Rechtsgeschichte. Hrsg. von L. Mitteis, J. Partsch, E. Rabel. Berlin 1919.
- Römisches Recht. Leipzig 1921, in: Vom Altertum zur Gegenwart.